# John Neschling
John Luciano Neschling (né  le  13 mai 1947) à Rio de Janeiro est un chef d'orchestre et compositeur brésilien.

## Biographie
Né dans une famille d'émigrés autrichiens ayant quitté l'Europe afin d'échapper à la montée du nazisme, sa grand-mère était  l’épouse d’Arthur Bodansky, directeur musical à Ulm, en Allemagne et la cousine du compositeur Arnold Schönberg.
Neschling  a étudié la direction d'orchestre  avec Hans Swarowsky et Reinhold Schmid à Vienne (Autriche),  et avec  Leonard Bernstein et Seiji Ozawa à Tanglewood. Il a remporté plusieurs concours internationaux: le concours Guido Cantelli à La Scala (1976), le concours du London Symphony Orchestra (1972) et Florence (1969). Il est revenu au Brésil en 1973 pour occuper le poste de directeur musical des théâtres municipaux de São Paulo et Rio de Janeiro.
Puis il s’est progressivement tourné vers la composition,  notamment de musique  
pour la télévision et le cinéma:  (1996) The Jew,  (1985) Le Baiser de la femme araignée , (1981) Álbum de Família, (1981) Bonitinha Mas Ordinária ou Otto Lara Rezende, (1981) Pixote, la loi du plus faible, (1980) Gaijin, a Brazilian Odyssey, (1978)  O Cortiço, (1978) O Grande Desbum , (1977) Lucio Flavio , (1975) Os Condenados et la mini-série   Os Maya. Plus récemment, il  a composé la musique du film Desmundo,  et la musique des scènes de la télé-novela Espérance.
Neschling a également travaillé en Europe; il a été directeur musical du Teatro Nacional de São Carlos à Lisbonne,  du théâtre de Saint-Gall
en Suisse, Teatro Massimo Vittorio Emanuele de Palerme et de l'Orchestre national Bordeaux Aquitaine. Il a été  chef assistant à l'Opéra de Vienne  où il a dirigé un vaste répertoire d'opéras allemands, italiens et français, dans divers styles de Mozart à Zemlinsky et Donizetti à Puccini. Il a également travaillé avec l'orchestre de la radio de  Berlin  et été chef d’orchestre  invité au London Symphony,  à l’Accademia Nazionale di Santa Cecilia à Rome, à l’Orchestre de la Tonhalle de Zurich  ainsi qu'à l’Orchestre symphonique de la BBC de Londres.
Pour les salles d'opéra, il a dirigé des opéras  à Zurich,  Stuttgart, et au Deutsche Oper Berlin, aux Arènes de Vérone, au Teatro Regio (Turin) au Teatro Carlo-Felicede Gênes et à l'opéra de Bonn . Il a fait ses débuts  nord-américains en septembre 1997 à l'Opéra de Washington avec Il Guarany, du  compositeur brésilien Antonio Carlos Gomes avec Placido Domingo dans le rôle-titre.

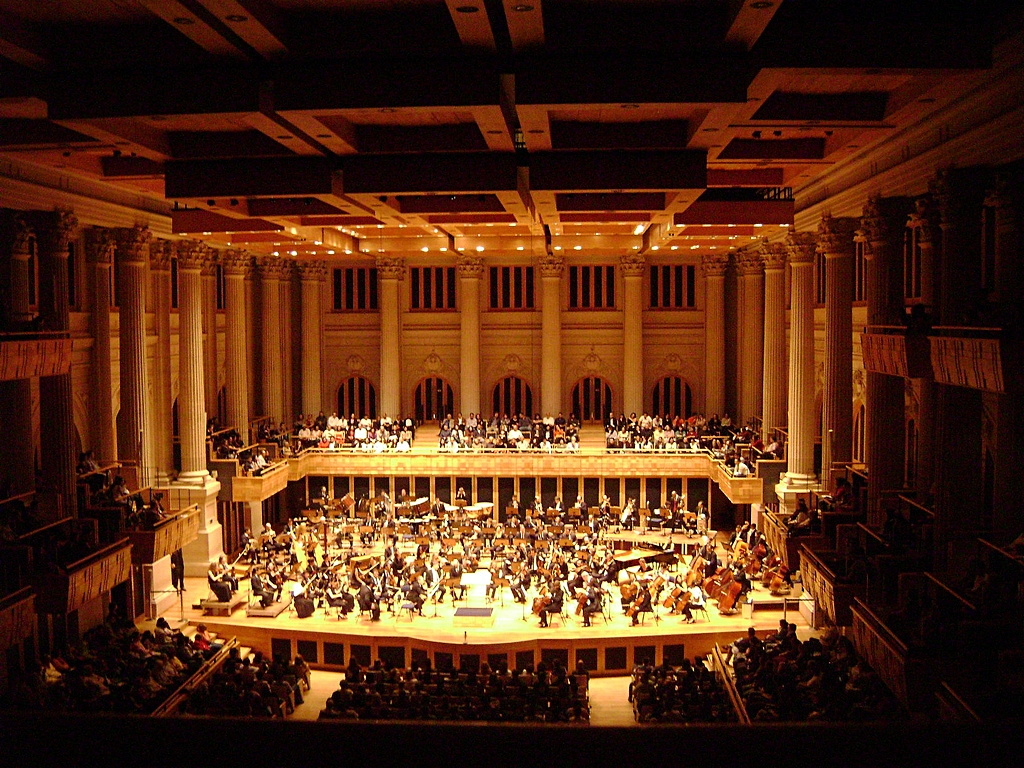
Salle de l'orchestre de São Paulo, créée dans l'ancienne salle des pas-perdus de la gare

En 1997, il a accepté le défi des représentants culturels de son pays pour revenir et reprendre l'orchestre symphonique du pays.  Neschling a relevé l'orchestre ainsi que  la communauté culturelle, avec des résultats spectaculaires.
En juillet 1999, il a dirigé l'orchestre à l'inauguration de la nouvelle salle de concert de São Paulo, construite à l'intérieur de la gare historique Estação Júlio Prestes de la ville ; une salle de concert moderne avec une excellente acoustique, désormais siège permanent de l'orchestre symphonique de São Paulo (OSESP).
Pendant les douze années à la direction de l'orchestre (jusqu'en 2008) , Neschling a fait d’OSESP un orchestre international de premier ordre, et a enregistré une série de CD  de  musique brésilienne et internationale qui a remporté 5 
Diapasons d'Or et un 
Latin Grammy pour son enregistrement de la Symphonie nº 6 de Beethoven ,.  Il a également organisé  des tournées en Europe et aux États-Unis qui ont permis à l'orchestre de jouer  à l’Avery Fisher Hall de New York et au Musikverein (Vienne).
La critique internationale  le désigne désormais comme l'un des meilleurs orchestres dans le monde (magazine Gramophone, décembre 2008 ). 
Il a également créé l'académie de musique (OSESP) et le centre de documentation musicale Eleazar de Carvalho, et développé d'autres projets qui ont renouvelé le paysage de la musique symphonique à São Paulo et au Brésil en général,.
Depuis 2003 , Neschling  est membre de l'Académie brésilienne de musique et vit à São Paulo. 
Depuis janvier 2013, il est directeur artistique du Theatro Municipal (São Paulo).